# Nososticta hiroakii
Nososticta hiroakii är en trollsländeart som beskrevs av Sasamoto 2007. Nososticta hiroakii ingår i släktet Nososticta och familjen Protoneuridae. Inga underarter finns listade i Catalogue of Life.